# Andorrská hymna
Hymna Andorry je píseň El Gran Carlemany (česky Karel Veliký). Napsal ji Enric Marfany Bons (1871–1942) a složil ji Joan Benlloch i Vivo (1864–1926), byla přijata v roce 1921.
Píseň, jakýsi monolog personifikované země, odkazuje na legendu, podle níž dal Andoře nezávislost sám Karel Veliký, když se vracel z válek proti Maurům. Místní jméno Meritxell, použité v písni, odkazuje patrně k Panně Marii Meritxellské, patronce Andorry.

## Text hymny
| Originální znění (katalánština) | Český překlad |
| --- | --- |
| El gran Carlemany, mon Pare dels alarbs em deslliurà, I del cel vida em donà de Meritxell, la gran Mare, Princesa nasquí i Pubilla entre dues nacions neutral Sols resto l'única filla de l'imperi Carlemany. Creient i lliure onze segles, creient i lliure vull ser. Siguin els furs mos tutors i mos Prínceps defensors! I mos Princeps defensors! | Velký Karel Veliký, můj otec, osvobodil mě od Saracénů, A z nebe mi dala život z Meritxell velká Matka. Narodila jsem se kněžna a dědička, neutrální mezi dvěma národy. Jsem poslední zbývající dcera karolínské říše Věřící a volná po jedenáct staletí, Věřící a volná zůstanu. Zákony země jsou moji učitelé, a knížata moji ochránci! A knížata moji ochránci! |